# Sire

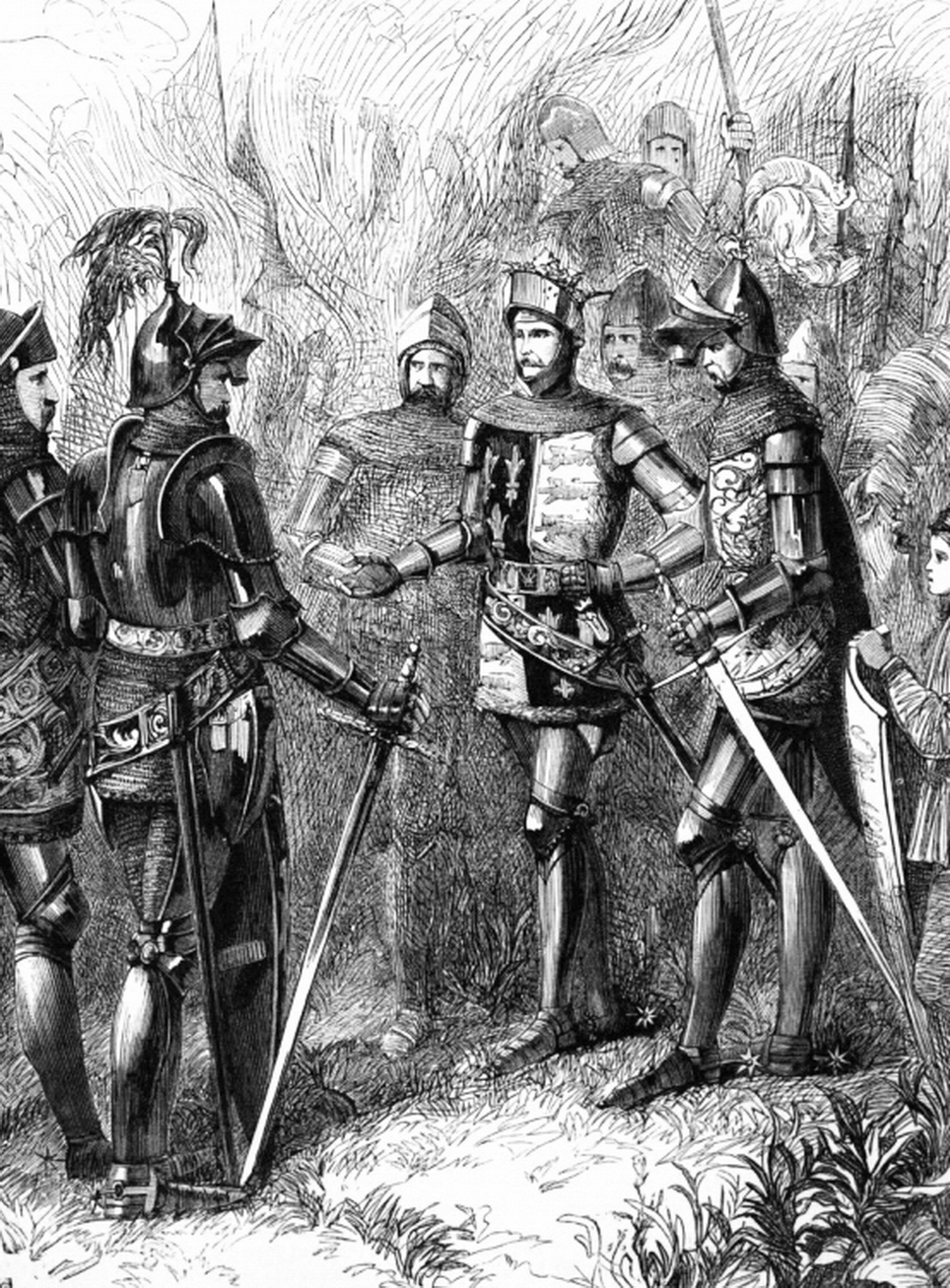
El título es el mismo que el título de la imagen de arriba y en "Cassell's Illustrated History of England, Volumen 1". El número que se muestra es el número de página. Siga el enlace de la imagen para acceder al libro completo.

Sire es un título que al principio se daba únicamente al rey en varias regiones de Europa. En la Edad Media se dio a todos los señores, aún a los eclesiásticos (sireeveque, sire abbe); fue asimismo sinónimo de padre o cabeza de familia.
Tenía carácter injurioso cuando iba acompañado de ciertos epítetos, como en la expresión "triste sire".